# کنستانتین ویروپایف
کنستانتین ویروپایف (انگلیسی: Konstantin Vyrupayev; ۲ اکتبر ۱۹۳۰ – ۳۱ اکتبر ۲۰۱۲) کشتی‌گیر اهل روسیه بود.
وی در بازی‌های المپیک تابستانی ۱۹۵۶ در خروس‌وزن کشتی فرنگی به مدال طلا دست یافت.